# Lee Sang-yi
Lee Sang-yi (이상의?, 李祥誼?; 1922) è stato un calciatore sudcoreano, di ruolo centrocampista.

## Carriera
Prese parte con la Nazionale sudcoreana ai Mondiali del 1954.

## Statistiche

### Cronologia presenze e reti in Nazionale
| Cronologia completa delle presenze e delle reti in nazionale ― Corea del Sud | Cronologia completa delle presenze e delle reti in nazionale ― Corea del Sud | Cronologia completa delle presenze e delle reti in nazionale ― Corea del Sud | Cronologia completa delle presenze e delle reti in nazionale ― Corea del Sud | Cronologia completa delle presenze e delle reti in nazionale ― Corea del Sud | Cronologia completa delle presenze e delle reti in nazionale ― Corea del Sud | Cronologia completa delle presenze e delle reti in nazionale ― Corea del Sud | Cronologia completa delle presenze e delle reti in nazionale ― Corea del Sud |
| Data                                                                         | Città                                                                        | In casa                                                                      | Risultato                                                                    | Ospiti                                                                       | Competizione                                                                 | Reti                                                                         | Note                                                                         |
| ---------------------------------------------------------------------------- | ---------------------------------------------------------------------------- | ---------------------------------------------------------------------------- | ---------------------------------------------------------------------------- | ---------------------------------------------------------------------------- | ---------------------------------------------------------------------------- | ---------------------------------------------------------------------------- | ---------------------------------------------------------------------------- |
| 11-4-1953                                                                    | Hong Kong                                                                    | Corea del Sud                                                                | 3 – 2                                                                        | Singapore                                                                    | Amichevole                                                                   | -                                                                            |                                                                              |
| 18-4-1953                                                                    | Singapore                                                                    | Singapore                                                                    | 3 – 1                                                                        | Corea del Sud                                                                | Amichevole                                                                   | -                                                                            | 46’                                                                          |
| 19-4-1953                                                                    | Singapore                                                                    | Singapore                                                                    | 1 – 3                                                                        | Corea del Sud                                                                | Amichevole                                                                   | -                                                                            |                                                                              |
| 24-4-1953                                                                    | Singapore                                                                    | Singapore                                                                    | 0 – 0                                                                        | Corea del Sud                                                                | Amichevole                                                                   | -                                                                            |                                                                              |
| 30-4-1953                                                                    | Singapore                                                                    | Indonesia                                                                    | 1 – 3                                                                        | Corea del Sud                                                                | Amichevole                                                                   | -                                                                            |                                                                              |
| 7-3-1954                                                                     | Tokyo                                                                        | Giappone                                                                     | 1 – 5                                                                        | Corea del Sud                                                                | Qual. Mondiali 1954                                                          | -                                                                            |                                                                              |
| 14-3-1954                                                                    | Tokyo                                                                        | Corea del Sud                                                                | 2 – 2                                                                        | Giappone                                                                     | Qual. Mondiali 1954                                                          | -                                                                            |                                                                              |
| 2-5-1954                                                                     | Manila                                                                       | Hong Kong                                                                    | 3 – 3                                                                        | Corea del Sud                                                                | Giochi asiatici 1954                                                         | -                                                                            |                                                                              |
| 7-5-1954                                                                     | Manila                                                                       | Birmania                                                                     | 2 – 2                                                                        | Corea del Sud                                                                | Giochi asiatici 1954                                                         | -                                                                            |                                                                              |
| Totale                                                                       |                                                                              | Presenze                                                                     | 9                                                                            |                                                                              | Reti                                                                         | 0                                                                            |                                                                              |